# Io Sono (萨尔瓦多·加罗)
《我是》（英語：I Am）又譯作《Io Sono》，是意大利藝術家萨尔瓦多·加罗（義大利語：Salvatore Garau）於2020年創作的作品，該作品在拍卖会上以15,000欧元的價格成交。
作为概念艺术，它包含一份真实性证书，上面附有详细的图表和说明，以便买家正确展示。这件作品的两个版本在拍卖会上以 30,600 美元的价格售出，在 2021 年引起了媒体的极大关注。

## 資料來源
1. ↑  Dafoe, Taylor. . Artnet News. June 3, 2021  [2021-08-05]. （原始内容存档于2022-04-20）.
2. ↑  Hirwani, Peony. . The Independent. 4 June 2021  [23 June 2021]. （原始内容存档于2021-12-22） （英语）.